# 21 (Adele)
21 is het tweede studioalbum van de Engelse singer-songwriter Adele. Met wereldwijd meer dan dertig miljoen verkochte exemplaren is het een van de best verkochte platen van het afgelopen decennium. Voor het album werd Adele onderscheiden met tientallen prijzen waaronder twee Grammy Awards in 2012 voor album van het jaar en beste popalbum. Ook Billboard noemde 21 het beste album van 2011.

## Geschiedenis
Het album kwam in Nederland uit op 21 januari 2011, maar lekte op 18 januari 2011 al uit op het internet. Zowel in Nederland als in Vlaanderen was het album het bestverkochte album van het jaar 2011. Ook in 2012 was dit het geval. Voor het eerst was een album in twee jaren het bestverkochte album in Nederland. 21 wist het bovendien ook in 2013 (nummer 23) en in 2014 (nummer 98) tot de honderd best verkochte platen van het jaar te schoppen.
In Nederland stond 21 een recordaantal van 31 weken op de eerste plaats van de Album Top 100. Adele verbrak daarmee het record van Caro Emerald, die een jaar eerder dertig weken op nummer 1 stond met Deleted Scenes from the Cutting Room Floor. In Vlaanderen stond de cd 38 weken bovenaan en bleef het bovendien 228 weken (bijna 4,5 jaar) onafgebroken genoteerd staan. 
Daarnaast is 21 het eerste album ooit dat dubbel platina heeft behaald in de iTunes Store van Apple.
Sinds november 2016 is 21 het langstgenoteerde album ooit in de Nederlandse Album Top 100. De plaat verbrak met 277 weken, meer dan vijf jaar, het oude record van de Buena Vista Social Club met zijn gelijknamige plaat.

## Opname
Adele sprak met de Britse website Digital Spy over de achtergrond van haar album:

"Het is anders dan 19. Het gaat wel over dezelfde dingen maar vanuit een ander perspectief." vertelde ze in een bericht. "Ik verwerk dingen anders nu. Ik ben geduldiger, eerlijker, ik vergeef makkelijker en ik ben me meer bewust van mijn tekortkomingen, gewoontes en principes; dat komt met ouder worden denk ik".

Het album werd grotendeels geproduceerd door Rick Rubin en Paul Epworth. Adele zong haar eerste single van het nieuwe album Rolling in the Deep live tijdens het televisieprogramma MaDiWoDoVrijdagshow en op de radio in Nederland. Someone Like You was voor het eerst te horen tijdens een liveoptreden bij Jools Holland op 20 november 2010.
Daarnaast trad Adele op tijdens de finale van The voice of Holland, ze bracht daar een duet ten gehore met Kim de Boer, samen zongen zij Make You Feel My Love. Ook bracht zij het nummer Rolling in the Deep ten gehore, met als gevolg een stijging naar de 1e plaats in de iTunes top 100. Daarnaast stond elk nummer van het album genoteerd in de iTunes top 100. 

## Singles
1. Rolling in the Deep is de eerste single van het album. De single kwam in Nederland uit op 29 november 2010 en in Groot-Brittannië op 16 januari 2011. Het kwam in Nederland binnen op nummer 4 in de Nederlandse Single Top 100 en steeg daarna naar de eerste plek. Het nummer werd door Adele beschreven als een "dark bluesy gospel disco tune" en werd geschreven in samenwerking met Epworth.
2. Set Fire to the Rain is de tweede single van het album. De single kwam in Nederland uit in februari 2011. Het kwam in Nederland binnen op nummer 34 in de Nederlandse Single Top 100 en op nummer 13 in de Nederlandse Top 40. In het Verenigd Koninkrijk en Ierland werd voor Someone Like You gekozen als tweede single.
3. Someone Like You is de derde single van het album. De single kwam internationaal uit op 24 januari 2011. In veel landen was het de tweede single, maar in Nederland is het de derde. Het nummer behaalde de tweede plek in de Single Top 100 en in de Nederlandse Top 40 kwam hij op nummer 3. In de Vlaamse Ultratop 50 haalde het de tweede plek gehaald.

## Tracklist
De officiële nummers op het album volgens iTunes Nederland:

| Nr. | Titel                                                   | Tekst                                                  | Muziek | Producer(s)        | Duur |
| --- | ------------------------------------------------------- | ------------------------------------------------------ | ------ | ------------------ | ---- |
| 1.  | Rolling in the Deep                                     | Adkins, Paul Epworth                                   |        | Paul Epworth       | 3:48 |
| 2.  | Rumour Has It                                           | Adkins, Ryan Tedder                                    |        | Ryan Tedder        | 3:43 |
| 3.  | Turning Tables                                          | Adkins, Tedder                                         |        | Jim Abbiss         | 4:10 |
| 4.  | Don't You Remember                                      | Adkins, Dan Wilson                                     |        | Rubin              | 4:03 |
| 5.  | Set Fire to the Rain                                    | Adkins, Fraser T. Smith                                |        | Fraser T Smith     | 4:02 |
| 6.  | He Won't Go                                             | Adkins, Epworth                                        |        | Rubin              | 4:38 |
| 7.  | Take It All                                             | Adkins, Eg White                                       |        | Jim Abbiss         | 3:48 |
| 8.  | I'll Be Waiting                                         | Adkins, Epworth                                        |        | Paul Epworth       | 4:01 |
| 9.  | One and Only                                            | Adkins, Wilson, Greg Wells                             |        | Rubin              | 5:48 |
| 10. | Lovesong                                                | Smith, Gallup, O'Donnell, Thompson, Tolhurst, Williams |        | Rubin              | 5:16 |
| 11. | Someone Like You                                        | Adkins, Wilson                                         |        | Dan Wilson / Adele | 4:45 |
| 12. | I Found a Boy (Bonus Track)                             | Adkins                                                 |        | Rubin              | 3:37 |
| 13. | Don't You Remember ((Live From Largo) [Pre-Order only]) | Adkins, Dan Wilson                                     |        | Rubin              | 4:18 |

## Tournee
| Datum             | Stad             | Land             | Podium                         |
| 2011              | Europese tournee | Europese tournee | Europese tournee               |
| ----------------- | ---------------- | ---------------- | ------------------------------ |
| 21 maart          | Oslo             | Noorwegen        | John Dee                       |
| 23 maart          | Stockholm        | Zweden           | Debaser Medis                  |
| 24 maart          | Kopenhagen       | Denmark          | Vega                           |
| 26 maart          | Hamburg          | Duitsland        | Cafe Keese                     |
| 27 maart          | Berlijn          | Duitsland        | Postbahnhof                    |
| 29 maart          | München          | Duitsland        | Theaterfabrik                  |
| 30 maart          | Milaan           | Italië           | Magazzini Generali             |
| 1 april           | Barcelona        | Spanje           | Bikini                         |
| 2 april           | Madrid           | Spanje           | Caracol                        |
| 4 april           | Parijs           | Frankrijk        | La Cigalle                     |
| 5 april           | Brussel          | België           | Koninklijk Circus              |
| 7 april           | Keulen           | Duitsland        | Burgerhaus Stollwerck          |
| 8 april           | Amsterdam        | Nederland        | Paradiso                       |
| 12 april          | Dublin           | Ierland          | Olympia                        |
| 14 april          | Leeds            | Groot-Brittannië | Leeds Academy                  |
| 15 april          | Glasgow          | Groot-Brittannië | ABC                            |
| 17 april          | Manchester       | Groot-Brittannië | Ritz                           |
| 18 april          | Birmingham       | Groot-Brittannië | HMV Forum                      |
| 20 april          | Southampton      | Groot-Brittannië | Guildhall                      |
| 21 april          | London           | Groot-Brittannië | Shepherds Bush                 |
| Noord-Amerika     |                  |                  |                                |
| 12 mei 2011       | Washington, D.C. | Verenigde Staten | 9:30 Club                      |
| 13 mei 2011       | Philadelphia     | Verenigde Staten | Electric Factory               |
| 15 mei 2011       | Boston           | Verenigde Staten | House of Blues                 |
| 16 mei 2011       | Montreal         | Canada           | L'Olympia de Montréal          |
| 18 mei 2011       | Toronto          | Canada           | Kool Haus                      |
| 19 mei 2011       | New York         | Verenigde Staten | Beacon Theater                 |
| 21 mei 2011       | New York         | Verenigde Staten | United Palace Theater          |
| 23 mei 2011       | Royal Oak        | Verenigde Staten | Royal Oak Music Theatre        |
| 24 mei 2011       | Chicago          | Verenigde Staten | Riviera Theatre                |
| 26 mei 2011       | Minneapolis      | Verenigde Staten | First Avenue                   |
| 28 mei 2011       | Denver           | Verenigde Staten | Ogden Theater                  |
| 29 mei 2011       | Salt Lake City   | Verenigde Staten | The Depot                      |
| 31 mei 2011       | Vancouver        | Canada           | Commodore Ballroom             |
| 1 juni 2011       | Seattle          | Verenigde Staten | Paramount Theatre              |
| 3 juni 2011       | Portland         | Verenigde Staten | Crystal Ballroom               |
| 4 juni 2011       | San Francisco    | Verenigde Staten | The Warfield                   |
| 8 juni 2011       | San Diego        | Verenigde Staten | Humphrey's Concerts by the Bay |
| 9 juni 2011       | Los Angeles      | Verenigde Staten | Hollywood Palladium            |
| 12 juni 2011      | Austin           | Verenigde Staten | Waller Creek Amphitheatre      |
| 15 juni 2011      | Dallas           | Verenigde Staten | House of Blues                 |
| 17 juni 2011      | Atlanta          | Verenigde Staten | The Tabernacle                 |
| 18 juni 2011      | Asheville        | Verenigde Staten | Orange Peel                    |
| 20 juni 2011      | Nashville        | Verenigde Staten | Ryman Auditorium               |
| Europa            |                  |                  |                                |
| 4 september 2011  | Plymouth         | Engeland         | Plymouth Pavilions             |
| 5 september 2011  | Bournemouth      | Engeland         | Windsor Hall                   |
| 7 september 2011  | Cardiff          | Wales            | International Arena            |
| 8 september 2011  | Blackpool        | Engeland         | Empress Ballroom               |
| 10 september 2011 | Wolverhampton    | Engeland         | Wolverhampton Civic Hall       |
| 11 september 2011 | Wolverhampton    | Engeland         | Wolverhampton Civic Hall       |
| 13 september 2011 | Leicester        | Engeland         | De Montfort Hall               |
| 14 september 2011 | Newcastle        | Engeland         | O2 Academy Newcastle           |
| 16 september 2011 | Manchester       | Engeland         | Manchester Apollo              |
| 17 september 2011 | Manchester       | Engeland         | Manchester Apollo              |
| 19 september 2011 | Londen           | Engeland         | Hammersmith Apollo             |
| 20 september 2011 | Londen           | Engeland         | Hammersmith Apollo             |
| 22 september 2011 | Londen           | Engeland         | Royal Albert Hall              |
| 24 september 2011 | Edinburgh        | Schotland        | Usher Hall                     |
| 25 september 2011 | Glasgow          | Schotland        | O2 Academy Glasgow             |

## Commerciële ontvangst

### Singles
| Single met eventuele hitnotering(en) in de Nederlandse Top 40 | Datum van verschijnen | Datum van binnenkomst | Hoogste positie | Aantal weken | Opmerkingen                                                |
| ------------------------------------------------------------- | --------------------- | --------------------- | --------------- | ------------ | ---------------------------------------------------------- |
| Rolling in the Deep                                           | 29-11-2010            | 11-12-2010            | 1(7wk)          | 29           | Nr. 1 in de Single Top 100 / Bestverkochte single van 2011 |
| Set Fire to the Rain                                          | 2011                  | 05-03-2011            | 1(1wk)          | 23           | Nr. 1 in de Single Top 100 / Alarmschijf                   |
| Someone Like You                                              | 2011                  | 07-05-2011            | 3               | 25           | Nr. 2 in de Single Top 100                                 |
| Rumour Has It                                                 | 2011                  | 08-10-2011            | 21              | 9            | Nr. 52 in de Single Top 100                                |
| Turning Tables                                                | 2011                  | 14-01-2012            | 15              | 13           | Nr. 45 in de Single Top 100                                |

| Single met hitnotering(en) in de Vlaamse Ultratop 50 | Datum van verschijnen | Datum van binnenkomst | Hoogste positie | Aantal weken | Opmerkingen                             |
| ---------------------------------------------------- | --------------------- | --------------------- | --------------- | ------------ | --------------------------------------- |
| Rolling in the Deep                                  | 2010                  | 22-01-2011            | 1(4wk)          | 60           | Nr. 1 in de Radio 2 Top 30 / Platina    |
| Set Fire to the Rain                                 | 2011                  | 16-04-2011            | 1(2wk)          | 45           | Nr. 1 in de Radio 2 Top 30 / Platina    |
| Someone Like You                                     | 2011                  | 16-04-2011            | 2               | 44           | Nr. 1 in de Radio 2 Top 30 / 2x Platina |
| Turning Tables                                       | 2011                  | 07-01-2012            | tip4            | -            |                                         |
| Rumour Has It                                        | 2011                  | 11-02-2012            | 46              | 1            | Nr. 4 in de Radio 2 Top 30              |

### Album
| Hitnotering (week 1 t/m 167): 29-01-2011 t/m 05-04-2014 Hitnotering (week 168 t/m 172): 10-05-2014 t/m 07-06-2014 Hitnotering (week 173): 28-06-2014 Hitnotering (week 174): 12-07-2014 Hitnotering (week 175 t/m 180): 26-07-2014 t/m 30-08-2014 Hitnotering (week 181 t/m 182): 18-10-2014 t/m 25-10-2014 Hitnotering (week 183 t/m 203): 08-11-2014 t/m 28-03-2015 Hitnotering (week 204 t/m 206): 30-05-2015 t/m 13-06-2015 Hitnotering (week 207 t/m 209): 27-06-2015 t/m 11-07-2015 Hitnotering (week 210 t/m 216): 25-07-2015 t/m 05-09-2015 Hitnotering (week 217): 19-09-2015 Hitnotering (week 218 t/m 330): 03-10-2015 t/m 25-11-2017 Hitnotering (week 331 t/m 379): 04-01-2020 t/m 05-12-2020 Hitnotering (week 380 tot heden): 09-01-2021 tot heden | Hitnotering (week 1 t/m 167): 29-01-2011 t/m 05-04-2014 Hitnotering (week 168 t/m 172): 10-05-2014 t/m 07-06-2014 Hitnotering (week 173): 28-06-2014 Hitnotering (week 174): 12-07-2014 Hitnotering (week 175 t/m 180): 26-07-2014 t/m 30-08-2014 Hitnotering (week 181 t/m 182): 18-10-2014 t/m 25-10-2014 Hitnotering (week 183 t/m 203): 08-11-2014 t/m 28-03-2015 Hitnotering (week 204 t/m 206): 30-05-2015 t/m 13-06-2015 Hitnotering (week 207 t/m 209): 27-06-2015 t/m 11-07-2015 Hitnotering (week 210 t/m 216): 25-07-2015 t/m 05-09-2015 Hitnotering (week 217): 19-09-2015 Hitnotering (week 218 t/m 330): 03-10-2015 t/m 25-11-2017 Hitnotering (week 331 t/m 379): 04-01-2020 t/m 05-12-2020 Hitnotering (week 380 tot heden): 09-01-2021 tot heden | Hitnotering (week 1 t/m 167): 29-01-2011 t/m 05-04-2014 Hitnotering (week 168 t/m 172): 10-05-2014 t/m 07-06-2014 Hitnotering (week 173): 28-06-2014 Hitnotering (week 174): 12-07-2014 Hitnotering (week 175 t/m 180): 26-07-2014 t/m 30-08-2014 Hitnotering (week 181 t/m 182): 18-10-2014 t/m 25-10-2014 Hitnotering (week 183 t/m 203): 08-11-2014 t/m 28-03-2015 Hitnotering (week 204 t/m 206): 30-05-2015 t/m 13-06-2015 Hitnotering (week 207 t/m 209): 27-06-2015 t/m 11-07-2015 Hitnotering (week 210 t/m 216): 25-07-2015 t/m 05-09-2015 Hitnotering (week 217): 19-09-2015 Hitnotering (week 218 t/m 330): 03-10-2015 t/m 25-11-2017 Hitnotering (week 331 t/m 379): 04-01-2020 t/m 05-12-2020 Hitnotering (week 380 tot heden): 09-01-2021 tot heden | Hitnotering (week 1 t/m 167): 29-01-2011 t/m 05-04-2014 Hitnotering (week 168 t/m 172): 10-05-2014 t/m 07-06-2014 Hitnotering (week 173): 28-06-2014 Hitnotering (week 174): 12-07-2014 Hitnotering (week 175 t/m 180): 26-07-2014 t/m 30-08-2014 Hitnotering (week 181 t/m 182): 18-10-2014 t/m 25-10-2014 Hitnotering (week 183 t/m 203): 08-11-2014 t/m 28-03-2015 Hitnotering (week 204 t/m 206): 30-05-2015 t/m 13-06-2015 Hitnotering (week 207 t/m 209): 27-06-2015 t/m 11-07-2015 Hitnotering (week 210 t/m 216): 25-07-2015 t/m 05-09-2015 Hitnotering (week 217): 19-09-2015 Hitnotering (week 218 t/m 330): 03-10-2015 t/m 25-11-2017 Hitnotering (week 331 t/m 379): 04-01-2020 t/m 05-12-2020 Hitnotering (week 380 tot heden): 09-01-2021 tot heden | Hitnotering (week 1 t/m 167): 29-01-2011 t/m 05-04-2014 Hitnotering (week 168 t/m 172): 10-05-2014 t/m 07-06-2014 Hitnotering (week 173): 28-06-2014 Hitnotering (week 174): 12-07-2014 Hitnotering (week 175 t/m 180): 26-07-2014 t/m 30-08-2014 Hitnotering (week 181 t/m 182): 18-10-2014 t/m 25-10-2014 Hitnotering (week 183 t/m 203): 08-11-2014 t/m 28-03-2015 Hitnotering (week 204 t/m 206): 30-05-2015 t/m 13-06-2015 Hitnotering (week 207 t/m 209): 27-06-2015 t/m 11-07-2015 Hitnotering (week 210 t/m 216): 25-07-2015 t/m 05-09-2015 Hitnotering (week 217): 19-09-2015 Hitnotering (week 218 t/m 330): 03-10-2015 t/m 25-11-2017 Hitnotering (week 331 t/m 379): 04-01-2020 t/m 05-12-2020 Hitnotering (week 380 tot heden): 09-01-2021 tot heden | Hitnotering (week 1 t/m 167): 29-01-2011 t/m 05-04-2014 Hitnotering (week 168 t/m 172): 10-05-2014 t/m 07-06-2014 Hitnotering (week 173): 28-06-2014 Hitnotering (week 174): 12-07-2014 Hitnotering (week 175 t/m 180): 26-07-2014 t/m 30-08-2014 Hitnotering (week 181 t/m 182): 18-10-2014 t/m 25-10-2014 Hitnotering (week 183 t/m 203): 08-11-2014 t/m 28-03-2015 Hitnotering (week 204 t/m 206): 30-05-2015 t/m 13-06-2015 Hitnotering (week 207 t/m 209): 27-06-2015 t/m 11-07-2015 Hitnotering (week 210 t/m 216): 25-07-2015 t/m 05-09-2015 Hitnotering (week 217): 19-09-2015 Hitnotering (week 218 t/m 330): 03-10-2015 t/m 25-11-2017 Hitnotering (week 331 t/m 379): 04-01-2020 t/m 05-12-2020 Hitnotering (week 380 tot heden): 09-01-2021 tot heden | Hitnotering (week 1 t/m 167): 29-01-2011 t/m 05-04-2014 Hitnotering (week 168 t/m 172): 10-05-2014 t/m 07-06-2014 Hitnotering (week 173): 28-06-2014 Hitnotering (week 174): 12-07-2014 Hitnotering (week 175 t/m 180): 26-07-2014 t/m 30-08-2014 Hitnotering (week 181 t/m 182): 18-10-2014 t/m 25-10-2014 Hitnotering (week 183 t/m 203): 08-11-2014 t/m 28-03-2015 Hitnotering (week 204 t/m 206): 30-05-2015 t/m 13-06-2015 Hitnotering (week 207 t/m 209): 27-06-2015 t/m 11-07-2015 Hitnotering (week 210 t/m 216): 25-07-2015 t/m 05-09-2015 Hitnotering (week 217): 19-09-2015 Hitnotering (week 218 t/m 330): 03-10-2015 t/m 25-11-2017 Hitnotering (week 331 t/m 379): 04-01-2020 t/m 05-12-2020 Hitnotering (week 380 tot heden): 09-01-2021 tot heden | Hitnotering (week 1 t/m 167): 29-01-2011 t/m 05-04-2014 Hitnotering (week 168 t/m 172): 10-05-2014 t/m 07-06-2014 Hitnotering (week 173): 28-06-2014 Hitnotering (week 174): 12-07-2014 Hitnotering (week 175 t/m 180): 26-07-2014 t/m 30-08-2014 Hitnotering (week 181 t/m 182): 18-10-2014 t/m 25-10-2014 Hitnotering (week 183 t/m 203): 08-11-2014 t/m 28-03-2015 Hitnotering (week 204 t/m 206): 30-05-2015 t/m 13-06-2015 Hitnotering (week 207 t/m 209): 27-06-2015 t/m 11-07-2015 Hitnotering (week 210 t/m 216): 25-07-2015 t/m 05-09-2015 Hitnotering (week 217): 19-09-2015 Hitnotering (week 218 t/m 330): 03-10-2015 t/m 25-11-2017 Hitnotering (week 331 t/m 379): 04-01-2020 t/m 05-12-2020 Hitnotering (week 380 tot heden): 09-01-2021 tot heden | Hitnotering (week 1 t/m 167): 29-01-2011 t/m 05-04-2014 Hitnotering (week 168 t/m 172): 10-05-2014 t/m 07-06-2014 Hitnotering (week 173): 28-06-2014 Hitnotering (week 174): 12-07-2014 Hitnotering (week 175 t/m 180): 26-07-2014 t/m 30-08-2014 Hitnotering (week 181 t/m 182): 18-10-2014 t/m 25-10-2014 Hitnotering (week 183 t/m 203): 08-11-2014 t/m 28-03-2015 Hitnotering (week 204 t/m 206): 30-05-2015 t/m 13-06-2015 Hitnotering (week 207 t/m 209): 27-06-2015 t/m 11-07-2015 Hitnotering (week 210 t/m 216): 25-07-2015 t/m 05-09-2015 Hitnotering (week 217): 19-09-2015 Hitnotering (week 218 t/m 330): 03-10-2015 t/m 25-11-2017 Hitnotering (week 331 t/m 379): 04-01-2020 t/m 05-12-2020 Hitnotering (week 380 tot heden): 09-01-2021 tot heden | Hitnotering (week 1 t/m 167): 29-01-2011 t/m 05-04-2014 Hitnotering (week 168 t/m 172): 10-05-2014 t/m 07-06-2014 Hitnotering (week 173): 28-06-2014 Hitnotering (week 174): 12-07-2014 Hitnotering (week 175 t/m 180): 26-07-2014 t/m 30-08-2014 Hitnotering (week 181 t/m 182): 18-10-2014 t/m 25-10-2014 Hitnotering (week 183 t/m 203): 08-11-2014 t/m 28-03-2015 Hitnotering (week 204 t/m 206): 30-05-2015 t/m 13-06-2015 Hitnotering (week 207 t/m 209): 27-06-2015 t/m 11-07-2015 Hitnotering (week 210 t/m 216): 25-07-2015 t/m 05-09-2015 Hitnotering (week 217): 19-09-2015 Hitnotering (week 218 t/m 330): 03-10-2015 t/m 25-11-2017 Hitnotering (week 331 t/m 379): 04-01-2020 t/m 05-12-2020 Hitnotering (week 380 tot heden): 09-01-2021 tot heden | Hitnotering (week 1 t/m 167): 29-01-2011 t/m 05-04-2014 Hitnotering (week 168 t/m 172): 10-05-2014 t/m 07-06-2014 Hitnotering (week 173): 28-06-2014 Hitnotering (week 174): 12-07-2014 Hitnotering (week 175 t/m 180): 26-07-2014 t/m 30-08-2014 Hitnotering (week 181 t/m 182): 18-10-2014 t/m 25-10-2014 Hitnotering (week 183 t/m 203): 08-11-2014 t/m 28-03-2015 Hitnotering (week 204 t/m 206): 30-05-2015 t/m 13-06-2015 Hitnotering (week 207 t/m 209): 27-06-2015 t/m 11-07-2015 Hitnotering (week 210 t/m 216): 25-07-2015 t/m 05-09-2015 Hitnotering (week 217): 19-09-2015 Hitnotering (week 218 t/m 330): 03-10-2015 t/m 25-11-2017 Hitnotering (week 331 t/m 379): 04-01-2020 t/m 05-12-2020 Hitnotering (week 380 tot heden): 09-01-2021 tot heden | Hitnotering (week 1 t/m 167): 29-01-2011 t/m 05-04-2014 Hitnotering (week 168 t/m 172): 10-05-2014 t/m 07-06-2014 Hitnotering (week 173): 28-06-2014 Hitnotering (week 174): 12-07-2014 Hitnotering (week 175 t/m 180): 26-07-2014 t/m 30-08-2014 Hitnotering (week 181 t/m 182): 18-10-2014 t/m 25-10-2014 Hitnotering (week 183 t/m 203): 08-11-2014 t/m 28-03-2015 Hitnotering (week 204 t/m 206): 30-05-2015 t/m 13-06-2015 Hitnotering (week 207 t/m 209): 27-06-2015 t/m 11-07-2015 Hitnotering (week 210 t/m 216): 25-07-2015 t/m 05-09-2015 Hitnotering (week 217): 19-09-2015 Hitnotering (week 218 t/m 330): 03-10-2015 t/m 25-11-2017 Hitnotering (week 331 t/m 379): 04-01-2020 t/m 05-12-2020 Hitnotering (week 380 tot heden): 09-01-2021 tot heden | Hitnotering (week 1 t/m 167): 29-01-2011 t/m 05-04-2014 Hitnotering (week 168 t/m 172): 10-05-2014 t/m 07-06-2014 Hitnotering (week 173): 28-06-2014 Hitnotering (week 174): 12-07-2014 Hitnotering (week 175 t/m 180): 26-07-2014 t/m 30-08-2014 Hitnotering (week 181 t/m 182): 18-10-2014 t/m 25-10-2014 Hitnotering (week 183 t/m 203): 08-11-2014 t/m 28-03-2015 Hitnotering (week 204 t/m 206): 30-05-2015 t/m 13-06-2015 Hitnotering (week 207 t/m 209): 27-06-2015 t/m 11-07-2015 Hitnotering (week 210 t/m 216): 25-07-2015 t/m 05-09-2015 Hitnotering (week 217): 19-09-2015 Hitnotering (week 218 t/m 330): 03-10-2015 t/m 25-11-2017 Hitnotering (week 331 t/m 379): 04-01-2020 t/m 05-12-2020 Hitnotering (week 380 tot heden): 09-01-2021 tot heden | Hitnotering (week 1 t/m 167): 29-01-2011 t/m 05-04-2014 Hitnotering (week 168 t/m 172): 10-05-2014 t/m 07-06-2014 Hitnotering (week 173): 28-06-2014 Hitnotering (week 174): 12-07-2014 Hitnotering (week 175 t/m 180): 26-07-2014 t/m 30-08-2014 Hitnotering (week 181 t/m 182): 18-10-2014 t/m 25-10-2014 Hitnotering (week 183 t/m 203): 08-11-2014 t/m 28-03-2015 Hitnotering (week 204 t/m 206): 30-05-2015 t/m 13-06-2015 Hitnotering (week 207 t/m 209): 27-06-2015 t/m 11-07-2015 Hitnotering (week 210 t/m 216): 25-07-2015 t/m 05-09-2015 Hitnotering (week 217): 19-09-2015 Hitnotering (week 218 t/m 330): 03-10-2015 t/m 25-11-2017 Hitnotering (week 331 t/m 379): 04-01-2020 t/m 05-12-2020 Hitnotering (week 380 tot heden): 09-01-2021 tot heden | Hitnotering (week 1 t/m 167): 29-01-2011 t/m 05-04-2014 Hitnotering (week 168 t/m 172): 10-05-2014 t/m 07-06-2014 Hitnotering (week 173): 28-06-2014 Hitnotering (week 174): 12-07-2014 Hitnotering (week 175 t/m 180): 26-07-2014 t/m 30-08-2014 Hitnotering (week 181 t/m 182): 18-10-2014 t/m 25-10-2014 Hitnotering (week 183 t/m 203): 08-11-2014 t/m 28-03-2015 Hitnotering (week 204 t/m 206): 30-05-2015 t/m 13-06-2015 Hitnotering (week 207 t/m 209): 27-06-2015 t/m 11-07-2015 Hitnotering (week 210 t/m 216): 25-07-2015 t/m 05-09-2015 Hitnotering (week 217): 19-09-2015 Hitnotering (week 218 t/m 330): 03-10-2015 t/m 25-11-2017 Hitnotering (week 331 t/m 379): 04-01-2020 t/m 05-12-2020 Hitnotering (week 380 tot heden): 09-01-2021 tot heden | Hitnotering (week 1 t/m 167): 29-01-2011 t/m 05-04-2014 Hitnotering (week 168 t/m 172): 10-05-2014 t/m 07-06-2014 Hitnotering (week 173): 28-06-2014 Hitnotering (week 174): 12-07-2014 Hitnotering (week 175 t/m 180): 26-07-2014 t/m 30-08-2014 Hitnotering (week 181 t/m 182): 18-10-2014 t/m 25-10-2014 Hitnotering (week 183 t/m 203): 08-11-2014 t/m 28-03-2015 Hitnotering (week 204 t/m 206): 30-05-2015 t/m 13-06-2015 Hitnotering (week 207 t/m 209): 27-06-2015 t/m 11-07-2015 Hitnotering (week 210 t/m 216): 25-07-2015 t/m 05-09-2015 Hitnotering (week 217): 19-09-2015 Hitnotering (week 218 t/m 330): 03-10-2015 t/m 25-11-2017 Hitnotering (week 331 t/m 379): 04-01-2020 t/m 05-12-2020 Hitnotering (week 380 tot heden): 09-01-2021 tot heden | Hitnotering (week 1 t/m 167): 29-01-2011 t/m 05-04-2014 Hitnotering (week 168 t/m 172): 10-05-2014 t/m 07-06-2014 Hitnotering (week 173): 28-06-2014 Hitnotering (week 174): 12-07-2014 Hitnotering (week 175 t/m 180): 26-07-2014 t/m 30-08-2014 Hitnotering (week 181 t/m 182): 18-10-2014 t/m 25-10-2014 Hitnotering (week 183 t/m 203): 08-11-2014 t/m 28-03-2015 Hitnotering (week 204 t/m 206): 30-05-2015 t/m 13-06-2015 Hitnotering (week 207 t/m 209): 27-06-2015 t/m 11-07-2015 Hitnotering (week 210 t/m 216): 25-07-2015 t/m 05-09-2015 Hitnotering (week 217): 19-09-2015 Hitnotering (week 218 t/m 330): 03-10-2015 t/m 25-11-2017 Hitnotering (week 331 t/m 379): 04-01-2020 t/m 05-12-2020 Hitnotering (week 380 tot heden): 09-01-2021 tot heden | Hitnotering (week 1 t/m 167): 29-01-2011 t/m 05-04-2014 Hitnotering (week 168 t/m 172): 10-05-2014 t/m 07-06-2014 Hitnotering (week 173): 28-06-2014 Hitnotering (week 174): 12-07-2014 Hitnotering (week 175 t/m 180): 26-07-2014 t/m 30-08-2014 Hitnotering (week 181 t/m 182): 18-10-2014 t/m 25-10-2014 Hitnotering (week 183 t/m 203): 08-11-2014 t/m 28-03-2015 Hitnotering (week 204 t/m 206): 30-05-2015 t/m 13-06-2015 Hitnotering (week 207 t/m 209): 27-06-2015 t/m 11-07-2015 Hitnotering (week 210 t/m 216): 25-07-2015 t/m 05-09-2015 Hitnotering (week 217): 19-09-2015 Hitnotering (week 218 t/m 330): 03-10-2015 t/m 25-11-2017 Hitnotering (week 331 t/m 379): 04-01-2020 t/m 05-12-2020 Hitnotering (week 380 tot heden): 09-01-2021 tot heden | Hitnotering (week 1 t/m 167): 29-01-2011 t/m 05-04-2014 Hitnotering (week 168 t/m 172): 10-05-2014 t/m 07-06-2014 Hitnotering (week 173): 28-06-2014 Hitnotering (week 174): 12-07-2014 Hitnotering (week 175 t/m 180): 26-07-2014 t/m 30-08-2014 Hitnotering (week 181 t/m 182): 18-10-2014 t/m 25-10-2014 Hitnotering (week 183 t/m 203): 08-11-2014 t/m 28-03-2015 Hitnotering (week 204 t/m 206): 30-05-2015 t/m 13-06-2015 Hitnotering (week 207 t/m 209): 27-06-2015 t/m 11-07-2015 Hitnotering (week 210 t/m 216): 25-07-2015 t/m 05-09-2015 Hitnotering (week 217): 19-09-2015 Hitnotering (week 218 t/m 330): 03-10-2015 t/m 25-11-2017 Hitnotering (week 331 t/m 379): 04-01-2020 t/m 05-12-2020 Hitnotering (week 380 tot heden): 09-01-2021 tot heden | Hitnotering (week 1 t/m 167): 29-01-2011 t/m 05-04-2014 Hitnotering (week 168 t/m 172): 10-05-2014 t/m 07-06-2014 Hitnotering (week 173): 28-06-2014 Hitnotering (week 174): 12-07-2014 Hitnotering (week 175 t/m 180): 26-07-2014 t/m 30-08-2014 Hitnotering (week 181 t/m 182): 18-10-2014 t/m 25-10-2014 Hitnotering (week 183 t/m 203): 08-11-2014 t/m 28-03-2015 Hitnotering (week 204 t/m 206): 30-05-2015 t/m 13-06-2015 Hitnotering (week 207 t/m 209): 27-06-2015 t/m 11-07-2015 Hitnotering (week 210 t/m 216): 25-07-2015 t/m 05-09-2015 Hitnotering (week 217): 19-09-2015 Hitnotering (week 218 t/m 330): 03-10-2015 t/m 25-11-2017 Hitnotering (week 331 t/m 379): 04-01-2020 t/m 05-12-2020 Hitnotering (week 380 tot heden): 09-01-2021 tot heden | Hitnotering (week 1 t/m 167): 29-01-2011 t/m 05-04-2014 Hitnotering (week 168 t/m 172): 10-05-2014 t/m 07-06-2014 Hitnotering (week 173): 28-06-2014 Hitnotering (week 174): 12-07-2014 Hitnotering (week 175 t/m 180): 26-07-2014 t/m 30-08-2014 Hitnotering (week 181 t/m 182): 18-10-2014 t/m 25-10-2014 Hitnotering (week 183 t/m 203): 08-11-2014 t/m 28-03-2015 Hitnotering (week 204 t/m 206): 30-05-2015 t/m 13-06-2015 Hitnotering (week 207 t/m 209): 27-06-2015 t/m 11-07-2015 Hitnotering (week 210 t/m 216): 25-07-2015 t/m 05-09-2015 Hitnotering (week 217): 19-09-2015 Hitnotering (week 218 t/m 330): 03-10-2015 t/m 25-11-2017 Hitnotering (week 331 t/m 379): 04-01-2020 t/m 05-12-2020 Hitnotering (week 380 tot heden): 09-01-2021 tot heden |
| Week: | 1 | 2 | 3 | 4 | 5 | 6 | 7 | 8 | 9 | 10 | 11 | 12 | 13 | 14 | 15 | 16 | 17 | 18 | 19 | 20 |
| --- | --- | --- | --- | --- | --- | --- | --- | --- | --- | --- | --- | --- | --- | --- | --- | --- | --- | --- | --- | --- |
| Positie: | 1 | 1 | 1 | 1 | 1 | 2 | 1 | 1 | 1 | 1 | 1 | 1 | 1 | 2 | 1 | 1 | 2 | 3 | 1 | 1 |
| Week: | 21 | 22 | 23 | 24 | 25 | 26 | 27 | 28 | 29 | 30 | 31 | 32 | 33 | 34 | 35 | 36 | 37 | 38 | 39 | 40 |
| Positie: | 1 | 1 | 1 | 1 | 1 | 1 | 1 | 2 | 1 | 1 | 1 | 2 | 2 | 1 | 2 | 2 | 1 | 1 | 1 | 4 |
| Week: | 41 | 42 | 43 | 44 | 45 | 46 | 47 | 48 | 49 | 50 | 51 | 52 | 53 | 54 | 55 | 56 | 57 | 58 | 59 | 60 |
| Positie: | 5 | 7 | 4 | 5 | 6 | 6 | 6 | 6 | 5 | 2 | 2 | 2 | 2 | 5 | 7 | 2 | 2 | 1 | 3 | 5 |
| Week: | 61 | 62 | 63 | 64 | 65 | 66 | 67 | 68 | 69 | 70 | 71 | 72 | 73 | 74 | 75 | 76 | 77 | 78 | 79 | 80 |
| Positie: | 4 | 5 | 4 | 5 | 7 | 6 | 8 | 3 | 3 | 8 | 12 | 9 | 8 | 6 | 8 | 7 | 5 | 5 | 7 | 4 |
| Week: | 81 | 82 | 83 | 84 | 85 | 86 | 87 | 88 | 89 | 90 | 91 | 92 | 93 | 94 | 95 | 96 | 97 | 98 | 99 | 100 |
| Positie: | 6 | 5 | 11 | 10 | 11 | 16 | 19 | 24 | 26 | 20 | 19 | 16 | 22 | 14 | 17 | 21 | 19 | 16 | 22 | 23 |
| Week: | 101 | 102 | 103 | 104 | 105 | 106 | 107 | 108 | 109 | 110 | 111 | 112 | 113 | 114 | 115 | 116 | 117 | 118 | 119 | 120 |
| Positie: | 20 | 13 | 9 | 15 | 4 | 11 | 14 | 18 | 23 | 20 | 20 | 19 | 19 | 18 | 20 | 36 | 36 | 38 | 38 | 35 |
| Week: | 121 | 122 | 123 | 124 | 125 | 126 | 127 | 128 | 129 | 130 | 131 | 132 | 133 | 134 | 135 | 136 | 137 | 138 | 139 | 140 |
| Positie: | 30 | 42 | 41 | 51 | 53 | 59 | 46 | 44 | 36 | 37 | 34 | 31 | 30 | 33 | 45 | 50 | 57 | 64 | 51 | 76 |
| Week: | 141 | 142 | 143 | 144 | 145 | 146 | 147 | 148 | 149 | 150 | 151 | 152 | 153 | 154 | 155 | 156 | 157 | 158 | 159 | 160 |
| Positie: | 55 | 62 | 83 | 77 | 71 | 75 | 83 | 69 | 70 | 57 | 69 | 76 | 60 | 27 | 29 | 36 | 41 | 40 | 57 | 55 |
| Week: | 161 | 162 | 163 | 164 | 165 | 166 | 167 | | 168 | 169 | 170 | 171 | 172 | | 173 | | 174 | | 175 | 176 |
| Positie: | 40 | 42 | 46 | 78 | 74 | 63 | 90 | uit | 85 | 99 | 97 | 74 | 93 | uit | 89 | uit | 86 | uit | 91 | 99 |
| Week: | 177 | 178 | 179 | 180 | | 181 | 182 | | 183 | 184 | 185 | 186 | 187 | 188 | 189 | 190 | 191 | 192 | 193 | 194 |
| Positie: | 67 | 76 | 90 | 87 | uit | 77 | 81 | uit | 76 | 58 | 63 | 69 | 58 | 58 | 64 | 58 | 74 | 44 | 56 | 57 |
| Week: | 195 | 196 | 197 | 198 | 199 | 200 | 201 | 202 | 203 | | 204 | 205 | 206 | | 207 | 208 | 209 | | 210 | 211 |
| Positie: | 58 | 69 | 75 | 70 | 59 | 69 | 57 | 81 | 86 | uit | 97 | 85 | 91 | uit | 76 | 97 | 69 | uit | 79 | 67 |
| Week: | 212 | 213 | 214 | 215 | 216 | | 217 | | 218 | 219 | 220 | 221 | 222 | 223 | 224 | 225 | 226 | 227 | 228 | 229 |
| Positie: | 70 | 80 | 62 | 66 | 79 | uit | 74 | uit | 77 | 99 | 87 | 43 | 13 | 12 | 19 | 19 | 6 | 9 | 11 | 11 |
| Week: | 230 | 231 | 232 | 233 | 234 | 235 | 236 | 237 | 238 | 239 | 240 | 241 | 242 | 243 | 244 | 245 | 246 | 247 | 248 | 249 |
| Positie: | 12 | 9 | 7 | 10 | 16 | 18 | 21 | 18 | 17 | 18 | 25 | 27 | 34 | 28 | 28 | 34 | 31 | 33 | 33 | 31 |
| Week: | 250 | 251 | 252 | 253 | 254 | 255 | 256 | 257 | 258 | 259 | 260 | 261 | 262 | 263 | 264 | 265 | 266 | 267 | 268 | 269 |
| Positie: | 42 | 35 | 31 | 25 | 13 | 21 | 28 | 25 | 23 | 33 | 35 | 35 | 35 | 35 | 26 | 33 | 37 | 44 | 40 | 37 |
| Week: | 270 | 271 | 272 | 273 | 274 | 275 | 276 | 277 | 278 | 279 | 280 | 281 | 282 | 283 | 284 | 285 | 286 | 287 | 288 | 289 |
| Positie: | 44 | 47 | 45 | 44 | 43 | 40 | 45 | 48 | 48 | 50 | 49 | 42 | 36 | 38 | 25 | 32 | 33 | 34 | 32 | 36 |
| Week: | 290 | 291 | 292 | 293 | 294 | 295 | 296 | 297 | 298 | 299 | 300 | 301 | 302 | 303 | 304 | 305 | 306 | 307 | 308 | 309 |
| Positie: | 32 | 32 | 34 | 34 | 37 | 45 | 53 | 50 | 54 | 47 | 44 | 42 | 42 | 50 | 56 | 57 | 59 | 65 | 67 | 58 |
| Week: | 310 | 311 | 312 | 313 | 314 | 315 | 316 | 317 | 318 | 319 | 320 | 321 | 322 | 323 | 324 | 325 | 326 | 327 | 328 | 329 |
| Positie: | 49 | 59 | 57 | 59 | 56 | 46 | 41 | 51 | 61 | 64 | 60 | 66 | 65 | 70 | 68 | 66 | 70 | 63 | 77 | 77 |
| Week: | 330 | | 331 | 332 | 333 | 334 | 335 | 336 | 337 | 338 | 339 | 340 | 341 | 342 | 343 | 344 | 345 | 346 | 347 | 348 |
| Positie: | 71 | uit | 64 | 51 | 57 | 64 | 69 | 72 | 68 | 68 | 76 | 79 | 80 | 78 | 64 | 71 | 81 | 73 | 78 | 76 |
| Week: | 349 | 350 | 351 | 352 | 353 | 354 | 355 | 356 | 357 | 358 | 359 | 360 | 361 | 362 | 363 | 364 | 365 | 366 | 367 | 368 |
| Positie: | 63 | 64 | 69 | 73 | 86 | 53 | 71 | 78 | 64 | 68 | 73 | 74 | 77 | 74 | 85 | 67 | 67 | 71 | 65 | 73 |
| Week: | 369 | 370 | 371 | 372 | 373 | 374 | 375 | 376 | 377 | 378 | 379 | | 380 | 381 | 382 | 383 | 384 | 385 | 386 | 387 |
| Positie: | 72 | 67 | 66 | 65 | 66 | 61 | 61 | 68 | 71 | 73 | 82 | uit | 67 | 63 | 58 | 50 | 51 | 55 | 63 | 56 |
| Week: | 388 | 389 | 390 | 391 | 392 | 393 | 394 | 395 | 396 | 397 | 398 | 399 | 400 | 401 | 402 | 403 | 404 | 405 | 406 | 407 |
| Positie: | 69 | 59 | 56 | 66 | 69 | 59 | 65 | 72 | 69 | 73 | 59 | 65 | 66 | 83 | 78 | 89 | 75 | 70 | 66 | 73 |
| Week: | 408 | 409 | 410 | 411 | 412 | 413 | 414 | 415 | 416 | 417 | 418 | 419 | 420 | 421 | 422 | 423 | 424 | 425 | 426 | 427 |
| Positie: | 82 | 71 | 63 | 55 | 56 | 48 | 36 | 43 | 37 | 36 | 36 | 36 | 14 | 8 | 12 | 15 | 20 | 22 | 13 | 19 |
| Week: | 428 | 429 | 430 | 431 | 432 | 433 | 434 | 435 | 436 | 437 | 438 | 439 | 440 | 441 | 442 | 443 | 444 | 445 | 446 | 447 |
| Positie: | 19 | 18 | 23 | 32 | 19 | 24 | 24 | 29 | 38 | 31 | 31 | 30 | 39 | 31 | 29 | 36 | 34 | 30 | 40 | 38 |
| Week: | 448 | 449 | 450 | 451 | 452 | 453 | 454 | 455 | 456 | 457 | 458 | 459 | 460 | 461 | 462 | 463 | 464 | 465 | 466 | 467 |
| Positie: | 35 | 34 | 37 | 42 | 40 | 37 | 34 | 39 | 41 | 37 | 29 | 30 | 36 | 36 | 36 | 39 | 31 | 36 | 35 | 41 |
| Week: | 468 | 469 | 470 | 471 | 472 | 473 | 474 | 475 | 476 | 477 | 478 | 479 | 480 | 481 | 482 | 483 | 484 | 485 | 486 | 487 |
| Positie: | 30 | 34 | 31 | 26 | 17 | 27 | 25 | 29 | 32 | 38 | 38 | 42 | 41 | 45 | 53 | 44 | 20 | 21 | 19 | 21 |
| Week: | 488 | 489 | 490 | 491 | 492 | 493 | 494 | 495 | 496 | 497 | 498 | 499 | 500 | 501 | 502 | 503 | 504 | 505 | 506 | 507 |
| Positie: | 24 | 23 | 26 | 27 | 29 | 21 | 25 | 19 | 24 | 25 | 24 | 20 | 19 | 13 | 17 | 18 | 24 | 23 | 29 | 27 |
| Week: | 508 | 509 | 510 | 511 | 512 | 513 | 514 | 515 | 516 | 517 | 518 | 519 | 520 | 521 | 522 | 523 | 524 | 525 | 526 | 527 |
| Positie: | 24 | 26 | 24 | 24 | 27 | 24 | 19 | 22 | 23 | 27 | 24 | 21 | 16 | 16 | 18 | 19 | 22 | 21 | 16 | 14 |
| Week: | 528 | 529 | 530 | 531 | 532 | 533 | 534 | 535 | 536 | 537 | 538 | 539 | 540 | | | | | | | |
| Positie: | 15 | 22 | 28 | 28 | 28 | 29 | 32 | 45 | 22 | 21 | 18 | 23 | 22 | | | | | | | |

| Hitnotering (week 1 t/m 228): 29-01-2011 t/m 06-06-2015 Hitnotering (week 229 tot heden): 05-01-2019 tot heden | Hitnotering (week 1 t/m 228): 29-01-2011 t/m 06-06-2015 Hitnotering (week 229 tot heden): 05-01-2019 tot heden | Hitnotering (week 1 t/m 228): 29-01-2011 t/m 06-06-2015 Hitnotering (week 229 tot heden): 05-01-2019 tot heden | Hitnotering (week 1 t/m 228): 29-01-2011 t/m 06-06-2015 Hitnotering (week 229 tot heden): 05-01-2019 tot heden | Hitnotering (week 1 t/m 228): 29-01-2011 t/m 06-06-2015 Hitnotering (week 229 tot heden): 05-01-2019 tot heden | Hitnotering (week 1 t/m 228): 29-01-2011 t/m 06-06-2015 Hitnotering (week 229 tot heden): 05-01-2019 tot heden | Hitnotering (week 1 t/m 228): 29-01-2011 t/m 06-06-2015 Hitnotering (week 229 tot heden): 05-01-2019 tot heden | Hitnotering (week 1 t/m 228): 29-01-2011 t/m 06-06-2015 Hitnotering (week 229 tot heden): 05-01-2019 tot heden | Hitnotering (week 1 t/m 228): 29-01-2011 t/m 06-06-2015 Hitnotering (week 229 tot heden): 05-01-2019 tot heden | Hitnotering (week 1 t/m 228): 29-01-2011 t/m 06-06-2015 Hitnotering (week 229 tot heden): 05-01-2019 tot heden | Hitnotering (week 1 t/m 228): 29-01-2011 t/m 06-06-2015 Hitnotering (week 229 tot heden): 05-01-2019 tot heden | Hitnotering (week 1 t/m 228): 29-01-2011 t/m 06-06-2015 Hitnotering (week 229 tot heden): 05-01-2019 tot heden | Hitnotering (week 1 t/m 228): 29-01-2011 t/m 06-06-2015 Hitnotering (week 229 tot heden): 05-01-2019 tot heden | Hitnotering (week 1 t/m 228): 29-01-2011 t/m 06-06-2015 Hitnotering (week 229 tot heden): 05-01-2019 tot heden | Hitnotering (week 1 t/m 228): 29-01-2011 t/m 06-06-2015 Hitnotering (week 229 tot heden): 05-01-2019 tot heden | Hitnotering (week 1 t/m 228): 29-01-2011 t/m 06-06-2015 Hitnotering (week 229 tot heden): 05-01-2019 tot heden | Hitnotering (week 1 t/m 228): 29-01-2011 t/m 06-06-2015 Hitnotering (week 229 tot heden): 05-01-2019 tot heden | Hitnotering (week 1 t/m 228): 29-01-2011 t/m 06-06-2015 Hitnotering (week 229 tot heden): 05-01-2019 tot heden | Hitnotering (week 1 t/m 228): 29-01-2011 t/m 06-06-2015 Hitnotering (week 229 tot heden): 05-01-2019 tot heden | Hitnotering (week 1 t/m 228): 29-01-2011 t/m 06-06-2015 Hitnotering (week 229 tot heden): 05-01-2019 tot heden | Hitnotering (week 1 t/m 228): 29-01-2011 t/m 06-06-2015 Hitnotering (week 229 tot heden): 05-01-2019 tot heden |
| Week: | 1 | 2 | 3 | 4 | 5 | 6 | 7 | 8 | 9 | 10 | 11 | 12 | 13 | 14 | 15 | 16 | 17 | 18 | 19 | 20 |
| --- | --- | --- | --- | --- | --- | --- | --- | --- | --- | --- | --- | --- | --- | --- | --- | --- | --- | --- | --- | --- |
| Positie: | 2 | 1 | 1 | 2 | 1 | 1 | 3 | 4 | 3 | 2 | 4 | 2 | 1 | 1 | 1 | 1 | 1 | 1 | 2 | 1 |
| Week: | 21 | 22 | 23 | 24 | 25 | 26 | 27 | 28 | 29 | 30 | 31 | 32 | 33 | 34 | 35 | 36 | 37 | 38 | 39 | 40 |
| Positie: | 1 | 1 | 1 | 1 | 2 | 3 | 2 | 1 | 1 | 1 | 1 | 1 | 1 | 1 | 2 | 2 | 1 | 1 | 1 | 2 |
| Week: | 41 | 42 | 43 | 44 | 45 | 46 | 47 | 48 | 49 | 50 | 51 | 52 | 53 | 54 | 55 | 56 | 57 | 58 | 59 | 60 |
| Positie: | 2 | 2 | 1 | 1 | 2 | 1 | 1 | 1 | 1 | 1 | 1 | 1 | 1 | 2 | 3 | 3 | 1 | 1 | 3 | 3 |
| Week: | 61 | 62 | 63 | 64 | 65 | 66 | 67 | 68 | 69 | 70 | 71 | 72 | 73 | 74 | 75 | 76 | 77 | 78 | 79 | 80 |
| Positie: | 3 | 4 | 5 | 1 | 2 | 3 | 7 | 6 | 4 | 4 | 5 | 9 | 10 | 6 | 5 | 8 | 6 | 5 | 4 | 5 |
| Week: | 81 | 82 | 83 | 84 | 85 | 86 | 87 | 88 | 89 | 90 | 91 | 92 | 93 | 94 | 95 | 96 | 97 | 98 | 99 | 100 |
| Positie: | 8 | 5 | 9 | 9 | 7 | 12 | 9 | 19 | 21 | 9 | 12 | 10 | 13 | 15 | 16 | 16 | 19 | 23 | 13 | 13 |
| Week: | 101 | 102 | 103 | 104 | 105 | 106 | 107 | 108 | 109 | 110 | 111 | 112 | 113 | 114 | 115 | 116 | 117 | 118 | 119 | 120 |
| Positie: | 14 | 8 | 2 | 2 | 2 | 2 | 4 | 5 | 6 | 11 | 9 | 13 | 12 | 12 | 12 | 15 | 19 | 20 | 23 | 26 |
| Week: | 121 | 122 | 123 | 124 | 125 | 126 | 127 | 128 | 129 | 130 | 131 | 132 | 133 | 134 | 135 | 136 | 137 | 138 | 139 | 140 |
| Positie: | 18 | 24 | 31 | 28 | 29 | 26 | 27 | 27 | 22 | 40 | 32 | 24 | 32 | 23 | 38 | 37 | 44 | 37 | 34 | 40 |
| Week: | 141 | 142 | 143 | 144 | 145 | 146 | 147 | 148 | 149 | 150 | 151 | 152 | 153 | 154 | 155 | 156 | 157 | 158 | 159 | 160 |
| Positie: | 50 | 41 | 58 | 56 | 45 | 53 | 55 | 52 | 47 | 42 | 53 | 48 | 35 | 26 | 16 | 16 | 18 | 22 | 19 | 17 |
| Week: | 161 | 162 | 163 | 164 | 165 | 166 | 167 | 168 | 169 | 170 | 171 | 172 | 173 | 174 | 175 | 176 | 177 | 178 | 179 | 180 |
| Positie: | 21 | 30 | 33 | 24 | 27 | 38 | 38 | 34 | 31 | 39 | 39 | 35 | 40 | 62 | 44 | 43 | 44 | 67 | 62 | 71 |
| Week: | 181 | 182 | 183 | 184 | 185 | 186 | 187 | 188 | 189 | 190 | 191 | 192 | 193 | 194 | 195 | 196 | 197 | 198 | 199 | 200 |
| Positie: | 67 | 79 | 84 | 63 | 82 | 64 | 73 | 79 | 47 | 71 | 56 | 66 | 90 | 69 | 106 | 80 | 84 | 82 | 68 | 60 |
| Week: | 201 | 202 | 203 | 204 | 205 | 206 | 207 | 208 | 209 | 210 | 211 | 212 | 213 | 214 | 215 | 216 | 217 | 218 | 219 | 220 |
| Positie: | 52 | 29 | 27 | 25 | 32 | 26 | 25 | 18 | 23 | 36 | 36 | 59 | 63 | 52 | 63 | 53 | 63 | 72 | 91 | 84 |
| Week: | 221 | 222 | 223 | 224 | 225 | 226 | 227 | 228 | | 229 | 230 | 231 | 232 | 233 | 234 | 235 | 236 | 237 | 238 | 239 |
| Positie: | 75 | 73 | 111 | 104 | 89 | 79 | 135 | 87 | uit | 69 | 58 | 45 | 72 | 89 | 59 | 82 | 49 | 62 | 83 | 71 |
| Week: | 240 | 241 | 242 | 243 | 244 | 245 | 246 | 247 | 248 | 249 | 250 | 251 | 252 | 253 | 254 | 255 | 256 | 257 | 258 | 259 |
| Positie: | 56 | 66 | 72 | 62 | 98 | 80 | 119 | 69 | 98 | 81 | 69 | 68 | 79 | 72 | 71 | 72 | 95 | 69 | 63 | 85 |
| Week: | 260 | 261 | 262 | 263 | 264 | 265 | 266 | 267 | 268 | 269 | 270 | 271 | 272 | 273 | 274 | 275 | 276 | 277 | 278 | 279 |
| Positie: | 71 | 97 | 60 | 103 | 100 | 80 | 89 | 86 | 80 | 109 | 86 | 106 | 140 | 130 | 132 | 104 | 129 | 110 | 128 | 145 |
| Week: | 280 | 281 | 282 | 283 | 284 | 285 | 286 | 287 | 288 | 289 | 290 | 291 | 292 | 293 | 294 | 295 | 296 | 297 | 298 | 299 |
| Positie: | 139 | 124 | 88 | 54 | 64 | 91 | 85 | 86 | 65 | 83 | 69 | 103 | 111 | 76 | 67 | 92 | 95 | 90 | 89 | 75 |
| Week: | 300 | 301 | 302 | 303 | 304 | 305 | 306 | 307 | 308 | 309 | 310 | 311 | 312 | 313 | 314 | 315 | 316 | 317 | 318 | 319 |
| Positie: | 66 | 68 | 98 | 114 | 68 | 52 | 89 | 74 | 101 | 79 | 112 | 100 | 91 | 104 | 75 | 82 | 96 | 97 | 87 | 70 |
| Week: | 320 | 321 | 322 | 323 | 324 | 325 | 326 | 327 | 328 | 329 | 330 | 331 | 332 | 333 | 334 | 335 | 336 | 337 | 338 | 339 |
| Positie: | 69 | 71 | 81 | 80 | 68 | 53 | 69 | 77 | 92 | 84 | 102 | 76 | 72 | 82 | 93 | 46 | 67 | 65 | 87 | 58 |
| Week: | 340 | 341 | 342 | 343 | 344 | 345 | 346 | 347 | 348 | 349 | 350 | 351 | 352 | 353 | 354 | 355 | 356 | 357 | 358 | 359 |
| Positie: | 85 | 81 | 89 | 87 | 52 | 62 | 57 | 74 | 45 | 78 | 82 | 54 | 68 | 90 | 92 | 87 | 60 | 97 | 52 | 97 |
| Week: | 360 | 361 | 362 | 363 | 364 | 365 | 366 | 367 | 368 | 369 | 370 | 371 | 372 | 373 | 374 | 375 | 376 | 377 | 378 | 379 |
| Positie: | 75 | 66 | 83 | 69 | 51 | 60 | 57 | 50 | 78 | 77 | 61 | 62 | 56 | 59 | 20 | 15 | 17 | 20 | 27 | 30 |
| Week: | 380 | 381 | 382 | 383 | 384 | 385 | 386 | 387 | 388 | 389 | 390 | 391 | 392 | 393 | 394 | 395 | 396 | 397 | 398 | 399 |
| Positie: | 22 | 19 | 23 | 23 | 30 | 25 | 16 | 27 | 23 | 29 | 33 | 41 | 33 | 46 | 39 | 47 | 35 | 43 | 67 | 38 |
| Week: | 400 | 401 | 402 | 403 | 404 | 405 | 406 | 407 | 408 | 409 | 410 | 411 | 412 | 413 | 414 | 415 | 416 | 417 | 418 | 419 |
| Positie: | 44 | 52 | 56 | 46 | 44 | 70 | 78 | 62 | 60 | 65 | 47 | 55 | 55 | 58 | 54 | 60 | 56 | 60 | 54 | 32 |
| Week: | 420 | 421 | 422 | 423 | 424 | 425 | 426 | 427 | 428 | 429 | 430 | 431 | 432 | 433 | 434 | 435 | 436 | 437 | 438 | 439 |
| Positie: | 46 | 42 | 51 | 48 | 31 | 49 | 33 | 38 | 46 | 45 | 56 | 48 | 56 | 62 | 61 | 77 | 82 | 80 | 41 | 39 |
| Week: | 440 | 441 | 442 | 443 | 444 | 445 | 446 | 447 | 448 | 449 | 450 | 451 | 452 | 453 | 454 | 455 | 456 | 457 | 458 | 459 |
| Positie: | 27 | 32 | 39 | 33 | 31 | 40 | 39 | 40 | 32 | 43 | 50 | 45 | 50 | 51 | 43 | 32 | 46 | 43 | 44 | 37 |
| Week: | 460 | 461 | 462 | 463 | 464 | 465 | 466 | 467 | 468 | 469 | 470 | 471 | 472 | 473 | 474 | 475 | 476 | 477 | 478 | 479 |
| Positie: | 46 | 45 | 44 | 43 | 55 | 60 | 52 | 56 | 49 | 45 | 41 | 44 | 52 | 53 | 47 | 43 | 43 | 38 | 42 | 51 |
| Week: | 480 | 481 | 482 | 483 | 484 | 485 | 486 | 487 | 488 | 489 | 490 | | | | | | | | | |
| Positie: | 39 | 44 | 37 | 40 | 44 | 52 | 51 | 47 | 59 | 74 | 47 | | | | | | | | | |